# Perry (Ohio)
Perry es una villa ubicada en el condado de Lake, Ohio, Estados Unidos. Según el censo de 2020, tiene una población de 1602 habitantes.

## Geografía
La localidad está ubicada en las coordenadas 41°45′49″N 81°8′35″O / 41.76361, -81.14306 (41.763674, -81.143013). Según la Oficina del Censo de los Estados Unidos, Perry tiene una superficie total de 5.88 km², correspondientes en su totalidad a tierra firme.

## Demografía
Según el censo de 2020, hay 1602 personas residiendo en Perry. La densidad de población es de 272,45 hab./km². El 91.45% son blancos, el 0.56% son afroamericanos, el 1.06% son asiáticos, el 1.25% son de otras razas y el 5.68% son de una mezcla de razas. Del total de la población, el 3.12% son hispanos o latinos de cualquier raza.